# Adaina primulacea
Adaina primulacea là một loài bướm đêm trong họ Pterophoridae. Loài bướm đêm này được tìm thấy ở đảo Taboga ở vịnh Panama, Costa Rica và nam Florida. Nó có lẽ là phổ biến rộng rãi trên khắp các Tân Nhiệt đớ, bao gồm cả Tây Ấn và Trung và Nam Mỹ.
Chiều dài của cánh trước là 6–7 mm cho con đực và 7–8 mm đối với con cái. Các cánh trước màu vàng rơm. Các cánh sau có màu xám vàng và các vân màu trắng vàng.
Con trưởng thành có sải cánh dài mm. Con trưởng thành bay vào tháng 9 và 12 trong năm.
. Ấu trùng ăn các loài thực vật Chromolaena odorata.